# Matthias Lau
Matthias Lau (* 12. März 1967 in Braunschweig) ist ein Brigadegeneral des Heeres der Bundeswehr und seit April 2024 Beauftragter des Generalinspekteurs der Bundeswehr für Erziehung und Ausbildung und stellvertretender Kommandeur des Zentrums Innere Führung in Koblenz.

## Militärische Laufbahn

### Ausbildung und erste Verwendungen
Lau trat 1986 in die Bundeswehr ein und absolvierte in den Fallschirmjägerbataillonen 273 und 271 in Iserlohn die Ausbildung zum Offizier der Fallschirmjägertruppe. Im Anschluss studierte Lau von 1989 bis 1993 Maschinenbau an der Universität der Bundeswehr in Hamburg. Es folgten drei Verwendungen im Fallschirmjägerbataillon 313 in Varel; 1993 bis 1994 als Zugführeroffizier, von 1994 bis 1996 als Kompaniechef der 4. Kompanie und von 1996 bis 1999 als S4 (Logistik)-Offizier. Im Anschluss nahm Lau an der Generalstabsausbildung im 42. Generalstabslehrgang des Heeres an der Führungsakademie der Bundeswehr in Hamburg teil.

### Dienst als Stabsoffizier
Die erste Verwendung als Stabsoffizier führte Lau von 2001 bis 2003 als G3 (Ausbildung und Einsatz)-Stabsoffizier in die Luftlandebrigade 31 nach Oldenburg. Es schloss sich 2003 bis 2004 eine internationale Verwendung, ebenfalls als G3-Stabsoffizier, im Operations Centre des Supreme Headquarters Allied Powers Europe der NATO in Mons in Belgien, an. Von 2004 bis 2006 war Lau als Military Assistant des Deputy Supreme Allied Commander Europe an. Es folgte eine zweijährige ministerielle Verwendung als Referent Fü S III 3 (NATO; Euro Atlantischer Partnerschaftsrat (EAPC); Grundsatzfragen der militärpolitischen Interessenvertretung in diesen Organisationen; Partnerschaft für den Frieden) in der Stabsabteilung Militärpolitik und Rüstungskontrolle im Führungsstab der Streitkräfte im Bundesministerium der Verteidigung am Dienstsitz Berlin. Von 2008 bis 2010 war Lau als Kommandeur des Fallschirmjägerbataillons 373 in Seedorf wieder in einer Truppenverwendung. Es folgten zwei weitere internationale Verwendungen. Von 2010 bis 2012 war Lau G3-Stabsoffizier des Deutschen Militärischen Vertreters im Supreme Headquarters Allied Powers Europe, Generalleutnant Hans-Lothar Domröse. Diesem folgte er auch 2012, als General Domröse zum Befehlshaber des Allied Joint Force Command Brunssum in den Niederlanden ernannt wurde, und wurde bis 2016 als Chef des persönlichen Stabes eingesetzt. Von 2016 bis 2017 wurde Lau als Unterabteilungsleiter I 3 (Ausbildung) im Kommando Heer in Strausberg eingesetzt. Es folgte 2017 bis 2019 eine weitere ministerielle Verwendung als Referatsleiter FüSK III 7 und FüSK III 1 (Angelegenheiten der Inneren und Sozialen Lage der Bundeswehr) in der Abteilung Führung Streitkräfte im Bundesministerium der Verteidigung am Dienstsitz in Berlin. Von 2019 bis 2023 war Lau zuerst als Unterabteilungsleiter J5 (Planung von Operationen) / J7 (Ausbildung) und später als Abteilungsleiter Operationen im Kommando Streitkräftebasis in Bonn eingesetzt. Hierauf wurde Lau 2023 bis 2024 als Abteilungsleiter J3 (Führung laufender Operationen) im Territorialen Führungskommando der Bundeswehr in Berlin eingesetzt.

### Dienst als General
Im April 2024 wurde Lau Beauftragter des Generalinspekteurs der Bundeswehr für Erziehung und Ausbildung und stellvertretender Kommandeur Zentrum Innere Führung in Koblenz. Hier folgte er Brigadegeneral Robert Sieger nach. Auf diesem Dienstposten erhielt auch Lau die Beförderung zum Brigadegeneral.

### Auslandseinsätze
- 1997 S4-Offizier im gepanzerten Einsatzverband 3. Einsatzkontingent SFOR, Rajlovac, Bosnien-Herzegowina
- 2002 G3-Stabsoffizier im 1. DEU Einsatzkontingent ISAF in der Kabul Multinational Brigade Kabul, Afghanistan
- 2010 Deputy Commander und Bataillonskommandeur im Provincial Reconstruction Team Kunduz im 22./23. DEU Einsatzkontingent ISAF Kunduz, Afghanistan[2]

## Privates
Lau ist verheiratet und hat zwei Kinder.